# Lucifer (album Anna Tsuchiya)
Albums de Anna Tsuchiya
Rule
(2010)
Lucifer est le troisième mini-album en solo de Anna Tsuchiya. Il sort le 22 octobre 2014 au Japon sous le label Mad Pray Records de la maison de disque Avex Trax. Il atteint la 170e place du classement de l'Oricon et reste classé pendant une semaine.

## Liste des titres
| 1. | Lucifer                     |  |
| 2. | The Magic of Halloween      |  |
| 3. | Somebody Help Me [New Take] |  |
| 4. | Taste My Skin [New Take]    |  |
| 5. | Frozen Rose [New Take]      |  |

| 1. | Lucifer [Music Video]                          |  |
| 2. | Lucifer [Music Video -By PsychoBreak Mixture-] |  |
| 3. | Extra Movie                                    |  |